# Dziennik panny służącej (film 2015)
Dziennik panny służącej (fr. Journal d'une femme de chambre) – francusko-belgijski dramat społeczny z 2015 roku w reżyserii Benoît Jacquota. Adaptacja powieści pod tym samym tytułem pióra Octave Mirbeau.
Światowa premiera filmu miała miejsce 9 lutego 2015 podczas 65. MFF w Berlinie, w ramach którego obraz brał udział w konkursie głównym.
Polska premiera filmu nastąpiła 13 maja 2015 w ramach Tygodnia Kina Francuskiego. Do ogólnopolskiej dystrybucji kinowej film wszedł wraz z dniem 22 maja 2015.

## Obsada
- Léa Seydoux jako Celestyna
- Vincent Lindon jako Józef
- Clotilde Mollet jak Madame Lanlaire
- Hervé Pierre jako Monsieur Lanlaire
- Mélodie Valemberg jako Marianna
- Patrick d’Assumçao jako kapitan Mauger
- Vincent Lacoste jako Georges
- Joséphine Derenne jako Madame Mendelssohn
- Dominique Reymond jako Rekrutująca do pracy

## Nagrody i nominacje
65. Międzynarodowy Festiwal Filmowy w Berlinie
- nominacja: Złoty Niedźwiedź − Benoît Jacquot

41. ceremonia wręczenia Cezarów
- nominacja: najlepszy scenariusz adaptowany − Benoît Jacquot i Hélène Zimmer
- nominacja: najlepsze kostiumy − Anaïs Romand
- nominacja: najlepsza scenografia − Katia Wyszkop